# Prva hrvatska vaterpolska liga
Prva hrvatska vaterpolo liga predstavlja najviši rang vaterpolskog prvenstva Hrvatske. Nastala je 1991. godine osamostaljenjem Hrvatske od Jugoslavije. Trenutno u ligi sudjeluje osam klubova, koji ligaški dio igraju u sklopu Jadranske lige, a u prvenstvu igraju za plasman.

## Popis klubova koji su sudjelovali (1992. – 2022./23.)
Godina prvog sudjelovanja navedena je pored kluba.
Poredani abecedno prvo po sjedištu kluba pa zatim po nazivu.
ugašeni klubovi
- Bellevue, Dubrovnik (1995./96.) / Dubrovnik, Dubrovnik Pro Cro
- Jug, Dubrovnik (1992.) / Jug Croatia Osiguranje (Jug CO), Jug Adriatic Osiguranje (Jug AO)
- KPK, Korčula (2020./21.)
- Galeb, Makarska (1992./93.) / Galeb – Makarska rivijera (Galeb MR)
- Gusar, Mlini (2001./02.)
- Kvarner, Opatija (1992./93.) / Kvarner Express
- Primorje, Rijeka  (1992.) / Primorje – Croatia Line, Primorje Erste Banka (Primorje EB)
- Jadran, Split (1992.) / Jadran – Koteks, Jadran – Eurosplit, Jadran Deltron, Jadran Slobodna Dalmacija (Jadran SD)
- Mornar, Split (1992.) / Mornar – Brodospas, Mornar Brodospas (Mornar BS)
- OVK Split, Split (2010./11.) / OVK POŠK [1]
- POŠK, Split (1992.) / Brodomerkur, Slobodna Dalmacija, Splitska banka, POŠK Zenta
- Solaris, Šibenik (2015./16.)
- Šibenik, Šibenik (1992.) / Solaris, Šibenik NCP
- Zadar 1952, Zadar (1998./99.) / Zadar
- Medveščak, Zagreb (1992.) / Medveščak – Monting Energetika, Medveščak – Monting, Medveščak – Croatia banka, Medveščak Uniqa, Medveščak Polocerm
- Mladost, Zagreb (1992.) / Mladost – Auto Hrvatska, Dukat – Mladost, Mladost – Hrvatska Lutrija, Mladost Hrvatska poštanska banka, Mladost Croatia Osiguranje (Mladost CO)
- Zagreb, Zagreb (1997./98.) / Aurum osiguranje

## Izdanja
Kazalo

██ osvojili Prvenstvo i Kup
██ ligaški dio se igra u sklopu Jadranske lige
| Godina      | Broj klubova | Broj klubova | Prvaci                | #2                | #3                | #4                | #1 nakon osnovnog dijela | #1 nakon osnovnog dijela |
| ----------- | ------------ | ------------ | --------------------- | ----------------- | ----------------- | ----------------- | ------------------------ | ------------------------ |
| Godina      | liga         | doigr.       | Prvaci                | #2                | polufinalisti     | polufinalisti     | Klub                     | Bod (BP)                 |
| 1992.       | 8            |              | Mladost (Zagreb)      | Jadran (Split)    | Jug               | Mornar Split      | Mladost                  | 27 (+2)                  |
| 1992./93.   | 10           |              | Mladost (Zagreb) (2)  | Jadran (Split)    | Jug               | POŠK              | Mladost                  | 35 (+3)                  |
| 1993./94.   | 10           |              | Mladost (Zagreb) (3)  | Jadran (Split)    | Primorje          | Solaris           | Mladost                  | 34 (+2)                  |
| 1994./95.   | 10           |              | Mladost (Zagreb) (4)  | Jug (Dubrovnik)   | POŠK              | Solaris           | Mladost                  | 32 (+3)                  |
| 1995./96.   | 10           |              | Mladost (Zagreb) (5)  | Jug (Dubrovnik)   | Primorje          | POŠK              | Mladost                  | 31 (+1)                  |
| 1996./97.   | 10           |              | Mladost (Zagreb) (6)  | Jadran (Split)    | POŠK, Jug         | POŠK, Jug         | Mladost                  | 30 (+1)                  |
| 1997./98.   | 11           |              | POŠK (Split)          | Mladost (Zagreb)  | Jadran, Jug       | Jadran, Jug       | Mladost                  | 35 (+1)                  |
| 1998./99.   | 12           |              | Mladost (Zagreb) (7)  | Jug (Dubrovnik)   | POŠK, Bellevue    | POŠK, Bellevue    | Mladost                  | 39 (+0)                  |
| 1999./2000. | 12           |              | Jug (Dubrovnik)       | POŠK (Split)      | Primorje, Mladost | Primorje, Mladost | POŠK                     | 42 (+2)                  |
| 2000./01.   | 10           |              | Jug (Dubrovnik) (2)   | Mladost (Zagreb)  | Mornar, POŠK      | Mornar, POŠK      | Mladost                  | 35 (+4)                  |
| 2001./02.   | 10           |              | Mladost (Zagreb) (8)  | Jug (Dubrovnik)   | Primorje, Mornar  | Primorje, Mornar  | Mladost                  | 35 (+2)                  |
| 2002./03.   | 10           |              | Mladost (Zagreb) (9)  | Jug (Dubrovnik)   | Primorje, Jadran  | Primorje, Jadran  | Jug                      | 33 (+1)                  |
| 2003./04.   | 10           |              | Jug (Dubrovnik) (3)   | Primorje (Rijeka) | Mladost, Jadran   | Mladost, Jadran   | Jug                      | (+)                      |
| 2004./05.   | 8            |              | Jug (Dubrovnik) (4)   | Mladost (Zagreb)  | Jadran            | Primorje          | Jug                      | (+)                      |
| 2005./06.   | 8            |              | Jug (Dubrovnik) (5)   | Mladost (Zagreb)  | Jadran, Mornar    | Jadran, Mornar    | Mladost                  | (+)                      |
| 2006./07.   | 8            |              | Jug (Dubrovnik) (6)   | Mladost (Zagreb)  | Šibenik           | Mornar            | Jug                      | (+)                      |
| 2007./08.   | 8            |              | Mladost (Zagreb) (10) | Jug (Dubrovnik)   | Šibenik           | Mornar            | Jug                      | (+)                      |
| ↓           |              |              |                       |                   |                   |                   |                          |                          |
| 2008./09.   | 8            |              | Jug (Dubrovnik) (7)   | Mladost (Zagreb)  | Šibenik           | Primorje          |                          | (+)                      |
| 2009./10.   | 8            |              | Jug (Dubrovnik) (8)   | Mladost (Zagreb)  | Primorje          | Mornar            |                          | (+)                      |
| 2010./11.   | 8            |              | Jug (Dubrovnik) (9)   | Primorje (Rijeka) | Mladost           | Mornar            |                          | (+)                      |
| 2011./12.   | 8            |              | Jug (Dubrovnik) (10)  | Primorje (Rijeka) | Mladost           | Mornar            |                          | (+)                      |
| 2012./13.   | 8            |              | Jug (Dubrovnik) (11)  | Primorje (Rijeka) | Mladost           | Mornar            |                          | (+)                      |
| 2013./14.   | 8            |              | Primorje (Rijeka)     | Mladost (Zagreb)  | Jug               | Mornar            |                          | (+)                      |
| 2014./15.   | 7            |              | Primorje (Rijeka) (2) | Jug (Dubrovnik)   | Mladost           | Mornar            |                          | (+)                      |
| 2015./16.   | 8            |              | Jug (Dubrovnik) (12)  | Primorje (Rijeka) | Mornar            | Mladost           |                          | (+)                      |
| 2016./17.   | 9            |              | Jug (Dubrovnik) (13)  | Mladost (Zagreb)  | Mornar            | Primorje          |                          | (+)                      |
| 2017./18.   | 9            |              | Jug (Dubrovnik) (14)  | Mladost (Zagreb)  | Jadran            | Mornar            |                          | (+)                      |
| 2018./19.   | 10           |              | Jug (Dubrovnik) (15)  | Mladost (Zagreb)  | Jadran            | Mornar            |                          | (+)                      |
| 2019./20.   | 10           |              | Jug (Dubrovnik) (16)  | Mladost (Zagreb)  | Jadran            | Solaris           |                          | (+)                      |
| ↑           |              |              |                       |                   |                   |                   |                          |                          |
| 2020./21.   | 11           |              | Mladost (Zagreb) (11) | Jug (Dubrovnik)   | Jadran            | Solaris           |                          | (+)                      |
| 2021./22.   | 10           |              | Jug (Dubrovnik) (17)  | Jadran (Split)    | Mladost           | Solaris           |                          | (+)                      |
| 2022./23.   | 10           |              | Jadran (Split)        | Jug (Dubrovnik)   | Primorje          | Mladost           |                          | (+)                      |
| 2023./24.   | 10           |              | Jadran (Split) (2)    | Jug (Dubrovnik)   |                   |                   |                          | (+)                      |
| 2024./25.   | 10           |              | Jadran (Split) (3)    | Mladost (Zagreb)  |                   |                   |                          | (+)                      |

Napomene: 

Imena klubova su navedena kao njihova uobičajena imena, iako su osvajali prvenstvo i kup i pod drugim imenima.

### Uspješnost klubova
stanje nakon sezone 2023./24. 
| Klub     | Sjedište  | Prvak | Prvak | Drugi | Drugi | TOP4 |
| Klub     | Sjedište  |       | |       | | TOP4 |
| -------- | --------- | ----- | --- | ----- | --- | ---- |
| Jug      | Dubrovnik | 17    | 1999./00., 2000./01., 2003./04., 2004./05., 2005./06., 2006./07., 2008./09., 2009./10., 2010./11., 2011./12., 2012./13., 2015./16., 2016./17., 2017./18., 2018./19., 2019./20., 2021./22. | 9     | 1994./95., 1995./96., 1998./99., 2001./02., 2002./03., 2007./08., 2014./15., 2020./21., 2022./23.                                  | 31   |
| Mladost  | Zagreb    | 11    | 1991./92., 1992./93., 1993./94., 1994./95., 1995./96., 1996./97., 1998./99., 2001./02., 2002./03., 2007./08., 2020./21.                                                                   | 12    | 1997./98., 2000./01., 2004./05., 2005./06., 2006./07., 2008./09., 2009./10., 2013./14., 2016./17., 2017./18., 2018./19., 2019./20. | 32   |
| Primorje | Rijeka    | 2     | 2013./14., 2014./15. | 5     | 2003./04., 2010./11., 2011./12., 2012./13., 2015./16.                                                                              | 17   |
| Jadran   | Split     | 3     | 2022./23., 2023./24., 2024./25. | 5     | 1991./92., 1992./93., 1993./94., 1996./97., 2021./22.                                                                              | 15   |
| POŠK     | Split     | 1     | 1997./98. | 1     | 1999./2000. | 8    |
| Mornar   | Split     | 0     | | 0     | | 16   |

## Poveznice
- službene stranice Hrvatskog vaterpolskog saveza
- Kup Hrvatske u vaterpolu
- Jadranska vaterpolska liga
- Jugoslavenska vaterpolska prvenstva
- Europska klupska natjecanja u vaterpolu
- Liga prvaka